# Karl Friedrich von Liel
Karl Friedrich von Liel (10 de mayo de 1799 - 7 de marzo de 1863) fue Mayor General bávaro y Ministro de Guerra bajo el gobierno de Maximiliano II de Baviera desde el 1 de marzo de 1863 hasta su muerte.
Von Liel nació en Koblenz. En 1839 alcanzó el rango de Hauptmann, e inventó un carruaje armado que recibió su nombre. En 1844 pasó a ser Mayor, y en 1848 Oberstleutnant. Tomó parte en la ejecución federal en Baden y fue jefe del departamento del ejército del Parlamento de Fráncfort. Entre sus despliegues como representante militar de Baviera en la Confederación Germánica entre 1850 y 1851 y entre 1854 y 1863, alcanzó el grado de Oberst en 1852. Poco después de convertirse en ministro de guerra, murió en Badenweiler.